# 滕侯昊
滕侯昊（?—?），是兵器“滕侯昊戈”记载的滕国国君。生卒年及在位时段不详。

## 滕侯昊戈
滕侯昊戈在1980年出土于滕县城南西寺院村，铭文内容为：
| 前任： 不详 | 西周滕國君主 在位时间不详 | 繼任： 不详 |